# Bergisch-Märkische Bank

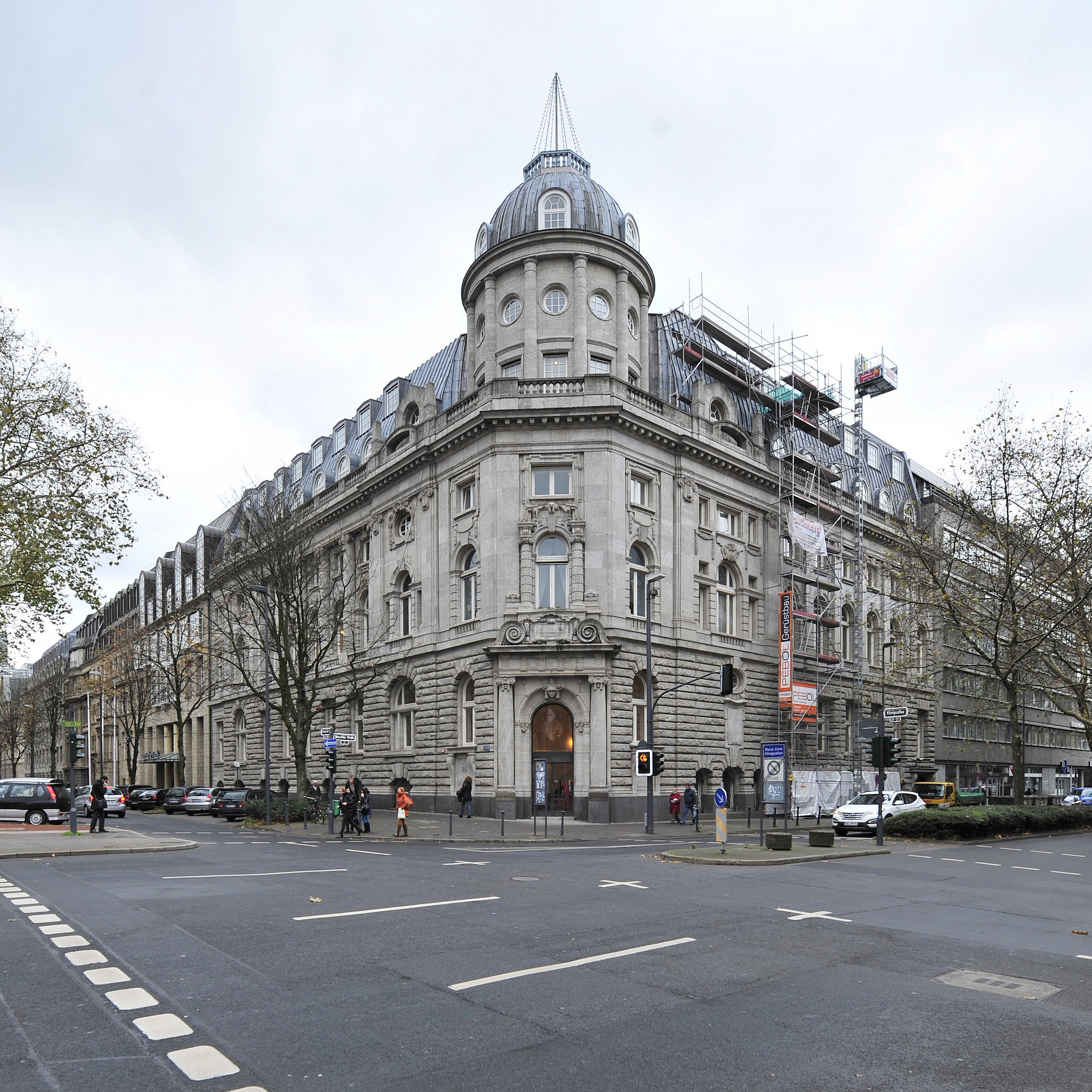
Bankgebäude der Zweigniederlassung Düsseldorf, Königsallee 45

Die Bergisch-Märkische Bank ist eine ehemalige Universalbank, die 1871 in Elberfeld (heute zu Wuppertal) als Regionalbank gegründet wurde und ein ausgedehntes Filialnetz (Aachen, Bielefeld, Bocholt, Bonn, Düsseldorf, Goch, Hagen, Hamm, Idar-Oberstein, Koblenz, Köln, Krefeld, Lippstadt, Mönchengladbach, Neheim, Neuss, Opladen, Paderborn, Remscheid, Rheydt, Saarbrücken, Schwelm, Soest, Solingen, Trier, Velbert, Warburg, Ronsdorf und Zweibrücken) besaß. Im Jahre 1914 wurden die Bank und ihre Filialen im rheinisch-westfälischen Industrierevier von der Deutschen Bank übernommen.
Die Bergisch-Märkische Bank war an der Finanzierung der Schwerindustrie im Rheinland und in Westfalen in hohem Maße beteiligt. Sie finanzierte unter anderem Hugo Stinnes und August Thyssen. Die Bank errichtete für ihre Zweigniederlassung Düsseldorf 1905 einen Neubau nach Entwürfen des Berliner Architekten Wilhelm Martens, dieses Gebäude steht seit 1983 unter Denkmalschutz.

## Geschichte
Die Bergisch-Märkische Bank wurde 1871 als Aktiengesellschaft gegründet und übernahm 1872 das Bankhaus A. de Weerth & Co. in Elberfeld mit seinem gesamten Kundenstamm. In der Folge des Gründerkrachs konnte das neu gegründete Unternehmen im Jahr 1874 auch die Düsseldorfer Filiale der insolventen Elberfelder Disconto- und Wechselbank übernehmen. Ab 1889 war die Bergisch-Märkische Bank nach der Übernahme zweier Privatbanken in Aachen und Mönchengladbach auch am linken Rheinufer aktiv. Im Jahre 1893 konnte sie nach der Übernahme zweier dort ansässiger Privatbanken auch in Köln Fuß fassen. 1897 beteiligte sich die Deutsche Bank AG an der Bergisch-Märkischen Bank, die dadurch zum regionalen Partner in Westdeutschland wurde.
Die Bergisch-Märkische Bank übernahm:
- 1898 die Remscheider Bank AG in Remscheid
- 1901 die Bankhäuser Goldschmidt & Cie. in Bonn und Robert Suermondt & Cie. in Aachen
- 1902 die Barmer Handelsbank AG in Barmen
- 1904 gleich drei größere Banken: die Trierer Bank in Trier, das Bankhaus Lazard, Brach & Co. in Saarbrücken sowie den Padersteiner Bankverein in Paderborn mit Filiale in Warburg
- 1910 das Bankhaus Max Gerson & Co. KG in Hamm mit Filiale in Soest
- 1911 die Mülheimer Handelsbank in Mülheim am Rhein mit Filiale in Opladen
- 1912 den Neheimer Bankverein in Neheim

Im Jahre 1914 wurde die Bergisch-Märkische Bank von der Deutschen Bank übernommen, kurz bevor in Bielefeld eine weitere Filiale eröffnet werden konnte. Die Fusion mit der Deutschen Bank hatte vor allem bilanztechnische Gründe: Durch diese Fusion sollte das als Beteiligung investierte Geld als echtes Risikokapital zur Verfügung stehen.

## Management
Seit 1885 war Hans Jordan Direktor der Bank. Oscar Schlitter fungierte von 1908 bis 1912 als Generaldirektor und betrieb nach seinem Wechsel zur Deutsche Bank AG die 1914 erfolgte Übernahme.